# Artëm Česakov
Artëm Vasil'evič Česakov (in russo Артём Васильевич Чесаков?; 20 ottobre 1993) è un tuffatore russo. Ha vinto una medaglia d'argento nella piattaforma 10 m sincro ai Campionati europei di tuffi 2013 di Rostock, gareggiano con il compagno di nazionale Viktor Minibaev ed una di bronzo Campionati europei di tuffi 2012 di Eindhoven, nel team event in squadra con Nadežda Bažina.

## Palmarès
- Campionati mondiali di nuoto

Barcellona 2013: argento nel sincro 10 m.
- Europei di tuffi

Eindhoven 2012: bronzo nel team event.
Rostock 2013: argento nel sincro 10 m.
- Universiadi

Kazan' 2013: argento nel sincro 10 m.